# Honorowi Obywatele Miasta Chojnice
Honorowy Obywatel Miasta Chojnice – tytuł nadawany przez Radę Miejską w Chojnicach a wcześniej przez Miejską Radę Narodową w Chojnicach. Pierwszy raz tytuł ten został nadany w 1960 roku a ostatnio w 2015 roku.  

## PRL
| Honorowy obywatel:                                      | Data nadania:        | Data urodzenia: | Data śmierci:    |
| ------------------------------------------------------- | -------------------- | --------------- | ---------------- |
| Marszałek sejmu Czesław Wycech                          | 16 października 1960 | 20 lipca 1899   | 26 maja 1977     |
| Kontradmirał Gereon Grzenia-Romanowski                  | 29 listopada 1965    | 19 marca 1916   | 18 stycznia 1983 |
| Pułkownik Armii Radzieckiej Wasilij Fiodorowicz Morozow | 18 września 1967     | 1913            | 11 lutego 1972   |

## III RP
| Honorowy obywatel:                               | Data nadania:       | Data urodzenia:   | Data śmierci:    |
| ------------------------------------------------ | ------------------- | ----------------- | ---------------- |
| Nuncjusz apostolski abp Józef Kowalczyk          | 7 marca 1994        | 28 sierpnia 1938  |                  |
| ks. bp Ordynariusz pelpliński Jan Bernard Szlaga | 7 marca 1994        | 24 maja 1940      | 25 kwietnia 2012 |
| ks. kard. Prymas Polski Józef Glemp              | 7 marca 1994        | 18 grudnia 1929   | 23 stycznia 2013 |
| św. Papież Jan Paweł II                          | 18 czerwca 1998     | 18 maja 1920      | 2 kwietnia 2005  |
| Josephus Fransiscus Collard                      | 23 września 2002    | 2 czerwca 1932    |                  |
| Edmund Piękny                                    | 23 września 2002    | 5 sierpnia 1919   |                  |
| ks. kan. Roman Lewandowski                       | 6 października 2005 | 12 grudnia 1932   | 20 stycznia 2012 |
| Kazimierz Ostrowski                              | 9 lutego 2007       | 24 lutego 1938    |                  |
| Elena Pietrowna Rudenko                          | 26 kwietnia 2010    | 28 listopada 1959 |                  |
| Georg Moenikes                                   | 26 kwietnia 2010    | 21 września 1956  |                  |
| Albert Wilhelmus Antonius Josephus Menheere      | 26 kwietnia 2010    | 7 kwietnia 1946   |                  |
| Michaił Konstantynowicz Wołkow                   | 26 kwietnia 2010    | 17 kwietnia 1950  |                  |